# Bonaparte Point
Der Bonaparte Point (französisch Pointe [Roland] Bonaparte) ist eine schmale Landspitze an der Südseite der Einfahrt zum Arthur Harbour an der Südwestküste der Anvers-Insel im Palmer-Archipel westlich der Antarktischen Halbinsel.
Teilnehmer der Vierten Französischen Antarktisexpedition (1903–1905) nahmen eine Kartierung vor. Der Expeditionsleiter Jean-Baptiste Charcot benannte das Kap nach Roland Bonaparte (1858–1924), damaliger Präsident der Société de Géographie. Das UK Antarctic Place-Names Committee übertrug die Benennung 1958 ins Englische.